# Adriana van Rees-Dutilh
Adriana van Rees-Dutilh (geboren 7. Juni 1876 in Rotterdam; gestorben 11. Oktober 1959 in Utrecht) war eine niederländische Malerin.

## Leben
Adriana (Adya) Dutilh war die Tochter des großbürgerlichen Kaufmanns François Dutilh (1849–1924) und der Catharina Adriana Jonkheijm (1851–1928).  Sie heiratete 1909 den niederländischen Maler Otto van Rees (1884–1957), Sohn des niederländischen Anarchisten Jacob van Rees, dem sie bereits seit 1902 verbunden war. Das Paar hatte drei Kinder.
Adriana Dutilh erhielt von 1886 bis 1890 in Den Haag Zeichenunterricht durch Barbara Elisabeth van Houten und danach bis 1900 bei Ernest Blanc-Garin in Brüssel. In Brüssel verkehrte sie in antibürgerlichen und antikapitalistischen Zirkeln. 1902 hielt sie sich in Italien auf und zog dann in die Vereniging Internationale Broederschap (VIB) in Blaricum. Seitdem lebte sie mit Otto van Rees zusammen, arbeitete mit ihm im Sommer 1904 bei Jan Toorop in Domburg und zog anschließend zu ihm in sein Atelier auf dem Montmartre in Paris.
1906 wurde die Tochter Aditya in Italien geboren. Das Künstlerpaar lebte nun in Paris und winters in Fleury. Ab 1912 hielten sie sich in Ascona und auf dem Monte Verità auf. Adrianas Wandteppiche und Gemälde waren Teil von Ausstellungen in Rotterdam (1910), Amsterdam (1912) und bei Ausstellungen in den USA. Beim Ersten Deutschen Herbstsalon in Berlin 1913 zeigte Herwarth Walden drei Gobelins von ihr, zwei „Kompositionen nach Otto Freundlich“, einer davon war im Katalog der Ausstellung abgebildet. Die Zeitschrift Die Aktion brachte 1914 eines ihrer Gemälde auf der Titelseite. Während des Ersten Weltkriegs hielt sie sich in Frankreich und in der Schweiz auf. In Zürich stellten beide mit Hans Arp in der Galerie Tanner aus. Beide waren 1918 Unterzeichner des Berliner Dadaistischen Manifestes.
Im November 1919 wurde die Familie von einem Zugunglück in Sens in Frankreich betroffen, bei dem die älteste Tochter starb. Sie wohnten nun in Nordbrabant, und Adriana suchte Trost und Halt in der katholischen Religion. 1923 mieteten sie sich in Klein Kasteel in Deurne ein. Sie hatten Kontakt zu lokalen Künstlern und schufen Illustrationen für die katholische Zeitschrift De Gemeenschap. 1927 zogen sie in die Nähe von Antwerpen und schufen sich mit Geld von Jacob van Rees eine Bleibe bei Ascona in der Schweiz. 1929/30 waren sie Teil der kurzlebigen Pariser Gruppe Cercle et Carré.
Ende der dreißiger Jahre waren die finanziellen Probleme beider unverändert groß, und in ihrer Ehe gingen sie getrennte Wege. Während des Zweiten Weltkriegs lebte sie in ärmlichen Verhältnissen in der Schweiz. Nach dem Krieg zog sie nach Utrecht und lebte wieder mit ihrem Mann zusammen, der 1957 starb. Sie selbst erblindete, konnte nicht mehr arbeiten und kam bei Freunden unter. Sie starb zwei Jahre nach ihrem Ehemann.